# Apriona cinerea
Apriona cinerea är en skalbaggsart som beskrevs av Louis Alexandre Auguste Chevrolat 1852. Apriona cinerea ingår i släktet Apriona och familjen långhorningar.
Artens utbredningsområde är:
- Afghanistan.
- Pakistan.

Inga underarter finns listade i Catalogue of Life.